# Centro espacial John H. Chapman
El Centro Espacial John H. Chapman es la sede de la Agencia Espacial Canadiense. Se encuentra en Longueuil, Quebec, Canadá, en el barrio de Saint-Hubert.

## Lugar y nombre
El centro tiene una superficie total de 41 hectáreas ubicado en la frontera del aeropuerto de Saint Hubert, una instalación de aviación general. Se supone que el edificio se parece a una estación espacial. 
El edificio se terminó en 1992 y se nombró la sede de la Agencia Espacial Canadiense, y en 1996, pasó a llamarse Centro Espacial John H. Chapman en honor a John Chapman por sus logros en el Programa Espacial Canadiense y por su papel en el programa Alouette 1.

## Programas
El centro alberga la oficina de astronautas canadienses y la mayoría de las unidades administrativas y técnicas que apoyan los programas de Canadá en ciencias y tecnología espacial. Esto incluye salas de control satelital, el Centro de Apoyo a la Misión de Crecimiento de Cristal de Proteína y simuladores para Canadarm2, el Sistema de Servicio Móvil y el Sistema Avanzado de Visión Espacial. También alberga el Centro de Operaciones de Misión (MOC) que incluye la Sala de Soporte Remoto Multiuso (RMPSR) que se utiliza para operar el MSS en órbita junto con las salas de control de vuelo y evaluación de misiones en el Centro Espacial Johnson, así como el Centro de Operaciones e Ingeniería (OEC) que apoya a los controladores de vuelo en JSC. Como sede de la agencia espacial, también alberga muchas oficinas para funciones administrativas generales o para programas específicos, como actividades de intercambio con la NASA, ESA, ISRO y otras agencias espaciales nacionales.